# 鹿児島市立東昌小学校
鹿児島市立東昌小学校（かごしましりつとうしょうしょうがっこう）は鹿児島県鹿児島市直木町にある市立の小学校。

## 概要
鹿児島市の西部、松元地域（旧松元町）の西部に位置する小学校である。2010年4月現在で69名が在籍しており、各学年1学級で構成されている。
また、東昌小学校は特認校に指定されており、通学区域に指定されている区域以外からの通学も可能となっている。

## 沿革
- 1892年（明治25年） - 東昌小学校として設置される。
- 1908年（明治41年） - 修業年限6年となる。
- 1919年（大正8年） - 火災により全校舎3棟全焼。
- 1920年（大正9年） - 本校舎及び西校舎落成。
- 1924年（大正13年） - 高等科を併設し、東昌尋常高等小学校に改称。
- 1948年（昭和23年） - 上伊集院村立東昌小学校に改称。
- 1960年（昭和35年） - 上伊集院村が町制施行したのに伴い松元町立東昌小学校に改称。
- 2004年（平成16年） - 松元町が鹿児島市に編入されたのに伴い鹿児島市立東昌小学校に改称。

## 通学区域
以下の町が東昌小学校の通学区域となっている。
- 直木町の全域
- 入佐町の全域
- 上谷口町の一部

## 進学先中学校
- 鹿児島市立松元中学校